# Південна Корея на літніх Олімпійських іграх 2012
Південну Корею на літніх Олімпійських іграх 2012 представляло 245 спортсменів у 22 видах спорту.

## Нагороди
| Медалі за видами спорту | Медалі за видами спорту | Медалі за видами спорту | Медалі за видами спорту | Медалі за видами спорту |
| ----------------------- | ----------------------- | ----------------------- | ----------------------- | ----------------------- |
| Вид спорту              | 1                       | 2                       | 3                       | Разом                   |
| Стрілецький спорт       | 3                       | 2                       | 0                       | 5                       |
| Стрільба з лука         | 3                       | 0                       | 1                       | 4                       |
| Фехтування              | 2                       | 1                       | 3                       | 6                       |
| Дзюдо                   | 2                       | 0                       | 1                       | 3                       |
| Тхеквондо               | 1                       | 1                       | 0                       | 2                       |
| Гімнастика              | 1                       | 0                       | 0                       | 1                       |
| Боротьба                | 1                       | 0                       | 0                       | 1                       |
| Плавання                | 0                       | 2                       | 0                       | 2                       |
| Бокс                    | 0                       | 1                       | 0                       | 1                       |
| Table tennis            | 0                       | 1                       | 0                       | 1                       |
| Бадмінтон               | 0                       | 0                       | 1                       | 1                       |
| Футбол                  | 0                       | 0                       | 1                       | 1                       |
| Всього                  | 13                      | 8                       | 7                       | 28                      |

### Медалісти
| Медаль | Спортсмен | Вид спорту       | Дисциліна                                | Дата     |
| ------ | --- | ---------------- | ---------------------------------------- | -------- |
| Золото | Чін Джон'о | Стрільба         | Чоловіки, пневматичний пістолет, 10 м    | 28 липня |
| Золото | Кі Бо Бе Лі Сон Джін Чхве Хьон Джу | Стрільба з лука  | Жінки, командна першість                 | 29 липня |
| Золото | Кім Джебом | Дзюдо            | Чоловіки, до 81 кг                       | 31 липня |
| Золото | Кім Джан Мі | Стрільба         | Жінки, пістолет, 25 м                    | 1 серпня |
| Золото | Сон Де Нам | Дзюдо            | Чоловіки, до 90 кг                       | 1 серпня |
| Золото | Кім Джі Йон | Фехтування       | Жінки, шабля, індивідуальна першість     | 1 серпня |
| Золото | Кі Бо Бе | Стрільба з лука  | Жінки, індивідуальна першість            | 2 серпня |
| Золото | О Джін Хьок | Стрільба з лука  | Чоловіки, індивідуальна першість         | 3 серпня |
| Золото | Ку Бон Гіль Вон У Йон Кім Джон Хван О Ин Сок | Фехтування       | Чоловіки, шабля, командна першість       | 3 серпня |
| Золото | Чин Чон О | Стрільба         | Чоловіки, пістолет, 50 м                 | 5 серпня |
| Золото | Ян Хаксон | Гімнастика       | Чоловіки, опорний стрибок                | 6 серпня |
| Золото | Кім Хьон У | Боротьба         | Чоловіки, греко-римська, до 66 кг        | 7 серпня |
| Срібло | Пак Тхехван | Плавання         | Чоловіки, 400 м вільним стилем           | 28 липня |
| Срібло | Пак Тхехван | Плавання         | Чоловіки, 200 м вільним стилем           | 30 липня |
| Срібло | Чхве Ін Джон Сін А Рам Чон Хьо Джон Чхве Ин Сук | Фехтування       | Жінки, шпага, командна першість          | 4 серпня |
| Срібло | Чхве Йон Ре | Стрільба         | Чоловіки, пістолет, 50 м                 | 5 серпня |
| Срібло | Кім Джон Хьон | Стрільба         | Чоловіки, гвинтівка, 50 м з 3-х позицій  | 6 серпня |
| Срібло | Чу Сехьок О Сан'ин Ю Синмін | Настільний теніс | Чоловіки, командний розряд               | 8 серпня |
| Срібло | Лі Дехун | Тхеквондо        | Чоловіки, до 58 кг                       | 8 серпня |
| Срібло | Хан Сун Чхол | Бокс             | Чоловіки, до 59 кг                       |          |
| Бронза | Ім Дон Хьон Кім Боп Мін О Джін Хьок | Стрільба з лука  | Чоловіки, командна першість              | 28 липня |
| Бронза | Чо Чун Хо | Дзюдо            | Чоловіки, до 66 кг                       | 29 липня |
| Бронза | Чхой Бьон Чхоль | Фехтування       | Чоловіки, рапіра, індивідуальна першість | 31 липня |
| Бронза | Чон Джін Сон | Фехтування       | Чоловіки, шпага, індивідуальна першість  | 1 серпня |
| Бронза | Нам Хьон Хий Чон Гір Ок Чон Хий Сук О Ха На | Фехтування       | Жінки, рапіра, командна першість         | 2 серпня |
| Бронза | Чон Джє Сон Лі Йонде | Бадмінтон        | Чоловіки, парний розряд                  | 5 серпня |
| Бронза | Збірна Південної Кореї з футболу Чон Сон Рьон О Че Сок Юн Сок Йон Кім Йон Гвон Кім Кі Хі Кі Сон Йон Кім Бо Гьон Пек Сон Дон Чі Дон Вон Пак Чу Йон Нам Тхе Хі Хван Сок Хо Ку Ча Чхоль (капітан) Кім Чхан Су Пак Джон У Чон У Йон Кім Хьон Сон Лі Бом Йон | Футбол           | чоловіки                                 |          |

## Академічне веслування
Чоловіки
| Спортсмени | Дисципліна | Відбіркові заїзди | Відбіркові заїзди | Втішний заїзд | Втішний заїзд | Чвертьфінали | Чвертьфінали | Півфінали | Півфінали | Фінал   | Фінал |
| Спортсмени | Дисципліна | Час               | Місце             | Час           | Місце         | Час          | Місце        | Час       | Місце     | Час     | Місце |
| ---------- | ---------- | ----------------- | ----------------- | ------------- | ------------- | ------------ | ------------ | --------- | --------- | ------- | ----- |
| Кім Тон Ен | Одиночки   | 7:05.24           | 4                 | 7:03.91       | 2             | 7:16.12      | 5            | 7:48.09   | 4         | 7:27.94 | 21    |

Жінки
| Спортсмени               | Дисципліна               | Відбіркові заїзди | Відбіркові заїзди | Втішний заїзд | Втішний заїзд | Чвертьфінали | Чвертьфінали | Півфінали | Півфінали | Фінал   | Фінал |
| Спортсмени               | Дисципліна               | Час               | Місце             | Час           | Місце         | Час          | Місце        | Час       | Місце     | Час     | Місце |
| ------------------------ | ------------------------ | ----------------- | ----------------- | ------------- | ------------- | ------------ | ------------ | --------- | --------- | ------- | ----- |
| Кім Є-Джі                | Одиночки                 | 8:04.68           | 6                 | 7:50.64       | 1             | 8:00.26      | 4            | 7:59.78   | 4         | 8:32.57 | 19    |
| Кім Мюн Шін Кім Соль Джі | Парні двійки, легка вага | 7:31.98           | 4                 | 7:27.95       | 4             | Н/Д          | Н/Д          | Н/Д       | Н/Д       | 7:44.03 | 14    |